# Mohamed Amin
Mohamed Amin war ein ägyptischer Fußballspieler, der für Farouq Club in der Egyptian Premier League spielte.

## Karriere
Im Eröffnungsspiel der ersten Austragung der ägyptischen Fußballmeisterschaft, der Egyptian Premier League 1948/49, erzielte er am 22. Oktober 1948 beim 5:1-Sieg seiner Mannschaft Farouq Club gegen al-Masry nach zehn Minuten das erste Tor des Bewerbs. Suad Rustom erzielte in diesem Spiel einen Hattrick, das fünfte Tor wurde von Abdel-Karim Sakr und das Gegentor vom al-Masry-Spieler El-Sayed El-Dhizui erzielt.